# 鮫川バイパス
鮫川バイパス（さめがわバイパス）は、福島県東白川郡鮫川村にある国道349号のバイパス道路である。

## 路線概要
- 起点：東白川郡鮫川村赤坂東野
- 終点：東白川郡鮫川村赤坂中野
- 全長：3.0 km（当初計画では4.7 km）

鮫川村中心部の幅員狭小区間と混雑、防災点検要対策箇所の解消のために現道の西側に市街地を迂回するように建設された。全線上下対向2車線で供用されている。

### 道路施設
湯の田橋
- 全長：27.5 m
- 幅員：7.5 m (10.0 m)
- 形式：単径間PC単純ポステン中空床版桁橋
- 竣工：2003年度（平成15年度）

赤坂東野字広畑から富田字中沢に跨り、二級水系鮫川を渡る。鮫川の河川改修事業と並行して施行された。総工費は7千万円。橋名は南側にある湯の田温泉より取られている。
新宿トンネル
- 全長：143.0 m
- 幅員：6.5 m (10.25 m)
- 工法：NATM工法
- 竣工：2000年（平成12年）1月
- 施工：藤田建設工業

1998年（平成10年）1月22日に起工式が行われ、12月10日に貫通、2000年（平成12年）1月18日にバイパス一部開通に伴い供用された。総事業費は7億3000万円。
中野トンネル
- 全長：193.0 m
- 幅員：6.0 m (7.0 m)
- 工法：NATM工法
- 竣工：2012年（平成24年）3月
- 施工：藤田建設工業・福浜大一建設共同企業体

2011年（平成23年）3月8日に起工式が行われ、8月10日に貫通、2013年（平成25年）3月27日にバイパス全線開通に伴い供用された。総事業費は7億円。

## 沿革
- 1986年（昭和61年）度 - 事業化、用地買収工事着手。
- 2001年（平成13年）1月 - 新道建設区間のうち新宿トンネルを含む起点側1.6 kmが順次供用される。
- 2005年（平成17年）度 - 事業再評価により新道建設区間により鮫川村内の当面の円滑な交通が図られたとして、起点側1.7 kmの現道改良区間の建設が中止される[3]。
- 2013年（平成25年）3月27日 - 中野トンネルを含む新道建設区間終点側1.4 kmが開通[4]。
- 2016年（平成28年）12月19日 - 旧道の国道指定が解除される。また、旧道にて重用路線となっていた福島県道71号勿来浅川線の県道指定も解除され、赤坂中野字巡ヶ作から赤坂東野字広畑にかけての約100 mが県道路線として残る（2017年〈平成29年〉5月17日には県道路線認定区間の延長により福島県道242号赤坂東野塙線の一部も重用する[5]）のほかは村道へ移管され、新たに当バイパスの赤坂中野字巡ヶ作から字伏木田にかけての区間が県道路線に認定され、重用路線となる[6]。

## 接続路線
- 国道349号水戸方面（赤坂東野字広畑 起点）
- 福島県道71号勿来浅川線 いわき方面（福島県道242号赤坂東野塙線重用区間）・福島県道赤坂東野塙線 塙方面（赤坂東野字巡ヶ作）
- 福島県道25号棚倉鮫川線（赤坂中野字宿ノ入）
- 福島県道71号勿来浅川線 浅川方面（赤坂中野字伏木田）
- 国道349号 田村方面（赤坂中野字道少田 終点）

## 沿線
- 鮫川村立鮫川中学校
- 福島県立修明高等学校鮫川校